# Ballet de Lorraine
Le Ballet de Lorraine est une compagnie de danse moderne et de danse contemporaine créée en 1969 à Nancy en France. Résidente de l'Opéra de Nancy, la troupe est composée de vingt-quatre à quarante danseurs selon les périodes et est labellisée Centre chorégraphique national (CCN) depuis 1984.

## Historique

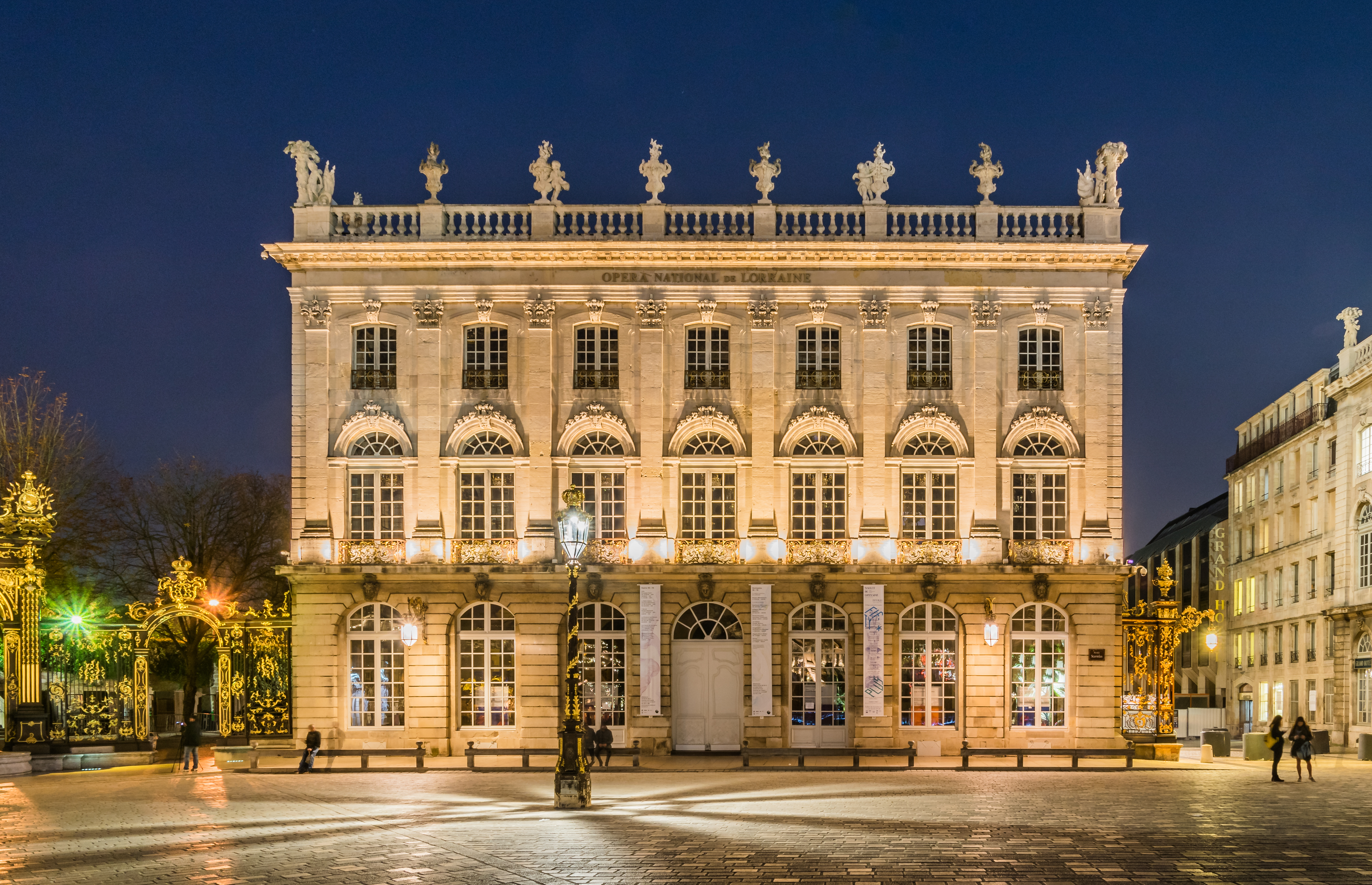
Le Ballet de Lorraine est, dès ses débuts, rattaché à Opéra national de Lorraine de Nancy.

Les prémices de la compagnie, alors appelée Ballet-Théâtre contemporain, sont créés en 1969 sous l'impulsion de la politique de décentralisation et de promotion culturelle voulue par André Malraux,. En 1978, elle prend le nom de Ballet-théâtre français de Nancy sous la direction de Jean-Albert Cartier puis acquiert le label de Centre chorégraphique national (CCN) en 1984 lors de la deuxième vague de décentralisation et de promotion de la danse décidée par Jack Lang qui labellise douze structures chorégraphique en France,. En 1987, le théâtre est alors scindé, la compagnie devenant le Ballet français de Nancy pour se consacrer qu'à la danse, puis prend une dimension régionale en 1991 pour devenir le Ballet national de Nancy et de Lorraine. En 1999, le CCN-Ballet de Lorraine se consacre désormais uniquement à la danse contemporaine et à la création chorégraphique sous l'impulsion de Didier Deschamps qui en sera le directeur durant les années 2000.
Outre les chorégraphies de ses directeurs successifs, le répertoire du Ballet de Lorraine inclut celles – modernes ou contemporaines, entrées au répertoire ou écrites directement pour le ballet – de chorégraphes français et étrangers tels que Isadora Duncan, Martha Graham, Merce Cunningham, Saburo Teshigawara, Olivia Grandville, Olivier Dubois, Dominique Bagouet, Karole Armitage, Jean-Claude Gallotta, et Angelin Preljocaj,.

## Directeurs artistiques
- 1978-1988 : Jean-Albert Cartier et Hélène Traîline
- 1988-1991 : Patrick Dupond
- 1991-1999 : Pierre Lacotte
- 1999-2000 : Françoise Adret (intérim)[8]
- 2000-2011 : Didier Deschamps[7]
- 2011-2024 : Petter Jacobsson[9],[2]
- à partir de 2025 : Maud Le Pladec[10]